# L'Aigle noir
Pour les articles homonymes, voir Aigle noir.
Pour le pseudonyme, voir Alain Guionnet.
L'Aigle noir est une chanson de Barbara parue en 1970 dans l’album auquel elle donne son nom. La chanson s'inscrit comme l'un des plus grands succès de Barbara et est considérée comme un classique de la chanson française. 

## Genèse
Alors qu'elle termine un nouvel album en 1970, Barbara se rend compte qu'il lui manque un titre. Elle raconte avoir retrouvé dans le tiroir d'une commode un texte écrit quelques années plus tôt, à la suite d'un rêve dans lequel elle aurait vu un aigle descendre vers elle. Elle se met au piano et compose une musique sur ce texte en s'inspirant d'une sonate de Beethoven,.
En mai 2015, selon un sondage BVA, elle est désignée comme la troisième « chanson préférée des Français », derrière Mistral gagnant de Renaud et Ne me quitte pas de Jacques Brel.
La chanson est « dédiée à Laurence », nièce de la chanteuse,,.
Le texte de Barbara reprend quelques mots de la prophétie de l’aigle d’Ézéchiel, dans la Bible Segond[réf. nécessaire].

## Interprétations du sens du texte
Une interprétation psychanalytique de la chanson a été proposée par Philippe Grimbert,. Selon lui, la chanson décrirait un rêve de Barbara, rêve dans lequel elle dort au bord d'un lac, jusqu'à ce qu'un aigle noir fasse irruption dans le ciel, troublant son sommeil. Barbara reconnaîtrait cet aigle comme un personnage émergeant de ses souvenirs d'enfance, sans dire à l'auditeur de la chanson quel est ce personnage.
Dans ses mémoires posthumes inachevés, Il était un piano noir... (1997), Barbara révèle qu'elle a été victime de viols de la part de son père pendant son enfance mais, à aucun moment, elle n'établit de lien entre cette chanson et son père. Grimbert voit un lien entre cet événement et la chanson, en la rapprochant d'un ouvrage de Freud publié en 1910, Un souvenir d'enfance de Léonard de Vinci, dans lequel le psychanalyste relève l'unique épanchement de Vinci sur son enfance. Encore au berceau, « un vautour vint à moi, m'ouvrit la bouche avec sa queue et plusieurs fois me frappa avec cette queue entre les lèvres ». Freud associe la queue du vautour à un membre viril, un pénis. Ce qui fait dire à Grimbert qu'il pourrait y avoir eu un traumatisme sexuel infantile chez Barbara.
Pour Patrick Bruel (qui a repris le titre en 2015 sur l'album Très souvent, je pense à vous…), « L'Aigle noir aurait pu faire référence à l'emblème du Troisième Reich. » Une interprétation considérée comme « possible puisque Barbara, issue d'une famille juive alsacienne, était âgée d'une dizaine d'années pendant l'Occupation. Ses parents ont fui sous le régime de Vichy, et la famille s'est réfugiée en Isère pendant les deux dernières années de la guerre ».
Dans le cadre de l'affaire Gérard Depardieu, après la publication, en  avril 2023, des témoignages de treize femmes dans Mediapart accusant Gérard Depardieu de violences sexuelles, des mouvements féministes interviennent dans plusieurs villes en France pour empêcher la tournée de Gérard Depardieu chantant Barbara. Parmi les interpellations des manifestantes à Gérard Depardieu, une revient régulièrement : « L’Aigle noir, c’est toi »,.

## Musiciens
Arrangements, direction et orchestre de Michel Colombier

## Reprises
- Maria del Mar Bonet en catalan (1971).
- Warum Joe sur leur album Toccare La Verità (1984).
- Bibie sur l'album Tendress'moi (1988).
- Marie Carmen en 1992 (album Miel et Venin) et en concert en 1996 (album Déshabillez-moi).
- Killers sur l'album Cités interdites (1992).
- Les Charts en concert en 1995 (cd bonus avec le double CD Acte 1).
- Marie-Paule Belle en 1996, sur l'album collectif Les plus belles chansons françaises - 1970 (Atlas).
- Catherine Ribeiro en concert en 1997 (album Chansons de légende) et en 2002 (double CD Live au Théâtre Toursky).
- Nicole Croisille sur l'album collectif Hommage - Ils chantent Barbara (1998, Atlas).
- Patricia Kaas en concert en 1998 (double CD Rendez-vous), en 2000 (double CD Live) et en 2005 (CD Toute la musique...).
- Les Enfoirés en concert en 1998 (Duo interprété par Patricia Kaas et Pascal Obispo, lors du concert des Enfoirés en cœur, sur CD).
- Florent Pagny en concert en 1998 (album En concert) et en 2012 (double cd Ma liberté de chanter - Live acoustic).
- Rikard Wolff en suédois en 2000 (Den Svarta Örnen).
- Laurent Brennetot sur son album de reprises en 2000.
- Nina en catalan (2002).
- Roland Romanelli, instrumental sur l'album de Romanelli - Ann'so, Ma plus belle histoire d'amour... Barbara (2002).
- Lucid Beausonge sur l'album collectif Hommage à Jacques Brel - Hommage à Barbara (coffret Hommage aux grands de la chanson, Sélection du Reader's Digest, 2003).
- Mathieu Rosaz sur son album Chante Barbara (2003).
- Thierry Amiel sur son album Paradoxes (2003).
- Hélène Fasan sur son album Crie (2004).
- Michel Sardou en concert en 2005 (double CD Live 2005 au Palais des sports), en 2013 (double CD Live 2013 - Les Grands Moments à l'Olympia) et lors de sa dernière tournée intitulée La Dernière Danse en 2017-2018.
- Paule-Andrée Cassidy en concert en 2008 (album Pieds nus).
- Jason Kouchak sur son album Comme d'Habitude (2010).
- Opium du peuple sur l'album Best Off (2010).
- Marina Xavier, en français (sur son album Where do you start? de 2010).
- Daphné sur son album de reprises 13 chansons de Barbara en 2012.
- Roger Mas en catalan, en concerts et enregistrée sur son album live Roger Mas i la Cobla Sant Jordi-Ciutat de Barcelona (2012).
- Patrick Bruel sur son album Très souvent, je pense à vous… (2015), regroupant 15 chansons signées de Barbara.
- Gérard Depardieu sur son album Depardieu chante Barbara (2017), regroupant 14 titres Live repris par Gérard Depardieu et Gérard Daguerre.
- Talya Eliav en hébreu, sur son album Talya Eliav chante Barbara (2017)
- Rahim Redcar , accompagné du pianiste Sofiane Pamart en 2024[15]
- Karen Akers (en), chanteuse américaine.
- Et de multiples versions par des chanteuses japonaises. L'Aigle Noir et Barbara étant très populaires au Japon, un dessin animé a été créé sur le thème de L'Aigle Noir.
- Une extrapolation lyrique sur le thème de L'Aigle Noir, "Démon Ailé", a été composée par la compositrice Marie-Rose Diebold et l'auteur et contralto Christian Le Gall (Théâtre du Roseau. Paris 1992)

### En bande dessinée
La chanson est illustrée dans l'album Chansons de Barbara en bandes dessinées. Quand la narration dit « C'est alors que je l'ai reconnu », l'oiseau se transforme en homme.
La chanson est parodiée par Marcel Gotlib dans un album de la bande dessinée Rubrique-à-brac, l'aigle noir devenant un éléphant rose, au cours d'un rêve sous l'influence de l'alcool : Barbara rend visite un après-midi (vers 16 heures) à un ami. Ce dernier, sorti de son lit, se réveille avec la gueule de bois et lui raconte l'étrange histoire qui lui est arrivée alors qu'il rentrait chez lui au petit matin après sa nuit de beuverie : marchant, il s'est retrouvé seul près d'un lac, où il s'est endormi. Peu après, il fut réveillé par un éléphant rose « venant de nulle part et semblant crever le ciel… » Il le reconnait alors ! L'éléphant n'est autre que Fanfan la peluche de son enfance. Il le supplie de l'emmener comme avant « cueillir des étoiles, sur un nuage blanc ». L'éléphant rose refuse, parce qu’il empeste l'alcool, et « dans un bruissement d'ailes prend son vol pour regagner le ciel », en maugréant que les enfants ne devraient jamais grandir. En rentrant chez elle, Barbara se remet au piano et, selon la parodie de Gotlib, cette histoire lui inspira la chanson L'Aigle noir.

### Sur scène
Dans le sketch des Frères ennemis intitulé L'Aigle noir, l'un des protagonistes tente d'interpréter la chanson tandis que l'autre ne cesse de l'interrompre avec des remarques sur les bizarreries et les incohérences du texte. À la fin ils reçoivent un coup de téléphone de la S.P.A. qui les accuse de « massacrer » ce pauvre aigle.
En janvier 2015, Dieudonné est condamné par le tribunal de grande instance de Paris pour violation du droit moral, pour avoir modifié le titre et les paroles de L'Aigle noir en Le Rat noir. Le tribunal a estimé que sa chanson dénaturait l'originale et qu'elle ne pouvait être considérée comme une parodie, en raison notamment de la violence des propos tenus.